# Český svaz ledního hokeje
Český svaz ledního hokeje (ČSLH, od roku 2018 používá marketingové označení Český hokej) je zastřešující organizace ledního hokeje v Česku. Po právní stránce se jedná o spolek. V roce 1908 byl český svaz jedním ze zakládajících členů tehdejší Mezinárodní federace ledního hokeje. K mezinárodním zápasům vysílá českou hokejovou reprezentaci, která navazuje na úspěchy československé hokejové reprezentace a hokejové reprezentace Čech, i reprezentační juniorské výběry.

## Struktura
Podle stanov v rámci Českého svazu ledního hokeje působí sedm orgánů. Jednou za dva roky se schází jako nejvyšší orgán svazu konference, která bývá jednou za čtyři roky volební. Mezi konferencemi řídí ČSLH jedenáctičlenný výkonný výbor, v jehož čele stojí předseda svazu. V rámci ČSLH působí různé odborné komise, kterých je nyní 13 (arbitrážní, disciplinární, smírčí, rozhodčích, brankářská, veteránská, mládeže, ženského hokeje, sportovnětechnická, lékařská, ekonomická, marketingová, trenérskometodická). Stálým orgánem mezi konferencemi je také dozorčí rada. Členy svazu mohou být kromě klubů i fyzické osoby. Hokejové kluby jsou sdružené v jednotlivých krajích České republiky do 14 krajských svazů. Stanovy ČSLH dále předpokládají existenci okresních výkonných výborů.
ČSLH je také zakladatelem dceřiné firmy PRO-HOCKEY Cz, s. r. o., která vlastní marketingová a televizní práva související českými hokejovými reprezentacemi (včetně juniorských).
Z hokejových soutěží ČSLH organizuje na centrální úrovni I. a II. ligu mužů, ligu žen a extraligy (ligy) žáků, dorostu a juniorů. Na krajské úrovni organizují přebory různých věkových kategorií krajské svazy (např. Krajské hokejové přebory).
Český svaz ledního hokeje sdružuje v současnosti okolo 100 000 registrovaných hráčů, z toho kolem 75 000 v kategorii mužů a kolem 23 000 v kategorii juniorů. Zaregistrováno je také asi 2000 žen. V zemi je k dispozici 81 hřišť.

## Historie

### Vznik a doba před první světovou válkou
Svaz vznikl z iniciativy funkcionáře Slavie Praha Emila Procházky, který poslal přihlášku do právě vznikající LIHG již 15. listopadu 1908, ačkoli ustavující valná hromada Českého svazu hokejového se konala až 11. prosince. Valné hromady se zúčastnili delegáti z 12 sportovních klubů. Okamžitě se však projevily spory mezi zástupci Slávie a Sparty Praha a valná hromada se musela posléze ještě třikrát zopakovat. Prvním předsedou svazu se na více než jen několik dní tak stal až 13. ledna 1909 Jaroslav Potůček z BZK Praha. Svaz vzápětí rozhodl o vyslání reprezentačního mužstva, pro jehož hráče se později vžilo označení hokejoví mušketýři, na mezinárodní turnaj do francouzského Chamonix.
Svaz neoplýval penězi a šíření ledního hokeje (nazývaného pro odlišení od bandy hokeje kanadský) napomáhal alespoň tím, že jeho představitelé uveřejňovali články v různých časopisech. Zvláště aktivní byl v tomto směru zástupce českého svazu v LIHG a brankář hokejových mušketýrů Josef Gruss a zajímavými myšlenkami se prezentoval v tisku také střelec první české reprezentační branky Jan Palouš. Po úspěchu reprezentace na mistrovství Evropy v ledním hokeji 1911 se svazu podařilo získat pořadatelství dalšího mistrovství. To však bylo posléze anulováno, protože Rakouský hokejový svaz nebyl v době jeho konání ještě členem LIHG a nerozhodné utkání českých hokejistů s německými se přes protesty soupeře nezopakovalo. Tehdejší předseda českého svazu Procházka v reakci na toto rozhodnutí na svou funkci rezignoval.
Český svaz před první světovou válkou střídavě sdružoval asi dvě desítky klubů, které si však musely pořádat turnaje samy. Svaz se více soustředil na uhájení pozic na mezinárodní scéně. Na rozdíl od fotbalu se hokejovému svazu podařilo uhájit členství v LIHG na národním principu místo státního po celé toto období.

### Mezi dvěma světovými válkami
Po vzniku Československa se v roce 1919 ustavil Československý svaz hokejový (ČSSH) jako organizace, pod kterou kromě ledního hokeje spadal i bandy a pozemní hokej. Lední hokej tehdy provozovala asi třetina z 25 členských klubů. Po úspěchu hokejové reprezentace na olympijském hokejovém turnaji v roce 1920 se sekce ledního hokeje pod předsednictvím úspěšného reprezentanta Jana Fleischmanna v roce 1921 pojmenovala jako Československý svaz kanadského hokeje (ČSSKH).
V posledním měsíci roku 1923 došlo k rozštěpení svazu, když se od něj pod vedením Karla Hartmanna ze Sparty oddělila Československá asociace kanadského hokeje (ČSAKH). Uklidnění situace nepřispělo ani to, že se v lednu následujícího roku pořádalo svazové mistrovství, na němž se poprvé bojovalo o putovní pohár darovaný prezidentem T. G. Masarykem. Spory naopak ovlivnily též nominaci na hokejový turnaj zimních olympijských her 1924, přestože se tomu snažila Československá obec sportovní zabránit. Z klubů, které se přiklonily k ČSAKH, odjel reprezentovat pouze Josef Maleček, který dostal jako voják konající prezenční službu účast rozkazem z ministerstva obrany. Ke sjednocení svazu došlo po roce především pod vlivem přiděleného pořadatelství mistrovství Evropy v ledním hokeji 1925.
Domácí mistrovství ozdobené zlatými medailemi výrazně pomohlo svazu v propagaci ledního hokeje na úkor bandy na Slovensku, kde se po určitých peripetiích uskutečnilo. V roce 1927 sdružoval svaz dvojnásobný počet klubů vůči stavu po první světové válce, čemuž však neodpovídal počet registrovaných hráčů. Registrace byla tedy prohlášena za nutnou podmínku pro každého hráče, aby se mohl zúčastnit zápasu. V dalším roce došlo k oddělení struktur ledního a pozemního hokeje. Zároveň začal být řešen problém paralelní existence svazů národnostních menšin na území Československa. Německým klubům sdruženým v Deutscher EisHockey Verband (DEHV) hrozil od LIHG mezinárodní bojkot, ovšem situace se rychle zlepšovala. V lednu 1929 byla např. sehrána utkání mezi týmy Prahy a Opavy, v níž byli soustředěni nejlepší hokejisté německého původu na československém území. Na mistrovství Evropy v ledním hokeji 1929 pak odjeli s československým reprezentačním týmem čtyři hráči z Opavy, z nichž se o další titul výrazně zasloužil klíčovými góly ve dvou prodlouženích v rozhodujících zápasech Wolfgang Dorasil.
Po úspěšném mistrovství se svaz dočkal i definitivního příslibu stavby zimního stadiónu s první umělou ledovou plochou v Československu. Stavba stadiónu na Štvanici v Praze se potýkala s celou řadou problémů. Ty mimo jiné svazu znemožnily uspořádat mistrovství Evropy v ledním hokeji 1932 v Praze. Na podzim 1931 vznikla Československá liga kanadského hokeje (ČSLKH), která sloučila kluby z československého i německého svazu. Pět let byl jejím předsedou Jaromír Citta z tehdy suverénně nejlepšího československého klubu LTC Praha. Svou práci také započal Sbor soudců, který sdružil rozhodčí jako další důležité účastníky každého hokejového utkání. Dne 6. listopadu 1932 se odehrálo oficiální a trvalé otevření zimního stadiónu na Štvanici. O čtvrt roku později se na něm odehrálo mistrovství světa v ledním hokeji 1933, při němž českoslovenští hokejisté získali další titul mistra Evropy.
Zatímco počet žup, do nichž byly hokejové kluby rozděleny, se pohyboval kolem 15, počet hokejových klubů spadajících pod ČSLKH a registrovaných hráčů ledního hokeje narůstal až do roku 1938. V ČSLKH byly tehdy již zapojeny i maďarské hokejové kluby působící na československém území. Celkově držel ČSLKH v roce 1938 s 361 členskými kluby pozoruhodný evropský primát. Zásluhu na tom mělo pořadatelství mistrovství světa a angažování kanadských hokejistů především pražskými kluby. Obě tyto skutečnosti mohly za růst popularity ledního hokeje i u veřejnosti. Z kanadských hráčů přispěl k utváření československého ledního hokeje nejvíce Mike Buckna, který na mistrovství světa v ledním hokeji 1938 v Praze působil u domácího mužstva na trenérském postu. Svazu se v těchto příhodných podmínkách podařilo ustavit a dohrát alespoň dva ročníky státní ligy jako nové celostátní soutěže klubů ledního hokeje. I to byl v podmínkách, kdy byla v Československu k dispozici jediná stálá umělá ledová plocha, velký úspěch.

## Předsedové svazu
- Jaroslav Potůček (1909–1911)
- Emil Procházka (1911–1913)
- Adolf Dušek (1913–1920)
- Jaroslav Říha (1920–1922)
- Karel Hartmann (1923|1922–1923)
- Adolf Dušek (1923–1925)
- Jan Fleischmann (1925–1927)
- Jan Both (1927–1928)
- Karel Dušek (1928–1931)
- Jaromír Citta (1931–1936)
- Rudolf Kraffer (1936–1945)
- Josef Král (1945–1946)
- Josef Loos (1946–1948)
- František Cvetler (1948–1949)
- Karel Klíma (1949–1954)
- František Kocvera (1954–1956)
- Vincenc Zeman (1956–1958)
- Karel Velebil (1958–1961)
- Zdeněk Andršt (1961–1980)
- Vladimír Kostka (1980–1988)
- Václav Říha (1988–1990)
- Miroslav Šubrt (1990–1991)
- Vladimír Šubrt (15. června 1991 – 20. června 1991)
- Pavol Učen (od 20. června 1991 úřadující místopředseda, od října 1991 do 31. prosince 1992 předseda)
- Stanislav Burdys (od 20. ledna 1994 do 26. listopadu 1994 coby zastupující místopředseda)
- Karel Gut (26. listopadu 1994 – 26. června 2004)
- Vratislav Kulhánek (26. června 2004 – 21. června 2008)
- Tomáš Král (21. června 2008 – 18. června 2022)
- Alois Hadamczik (18. června 2022 - současnost)

## Mapa profesionálních a poloprofesionálních klubů v sezóně 2018/2019
| HC Benátky nad Jizerou HC Draci Bílina HC Kometa Brno ČEZ Motor České Budějovice HC David Servis České Budějovice HC Děčín HC RODOS Dvůr Králové nad Labem HC Frýdek-Místek AZ Residomo Havířov BK Havlíčkův Brod SHK Hodonín Mountfield HK Piráti Chomutov HC Vlci Jablonec nad Nisou HC Dukla Jihlava SK Trhači Kadaň HC Energie Karlovy Vary Rytíři Kladno HC Klatovy SC Kolín HC Tatra Kopřivnice Bílí Tygři Liberec HC Stadion Litoměřice HC Verva Litvínov BK Mladá Boleslav HC Moravské Budějovice 2005 Mostečtí lvi HK Nový Jičín NED Hockey Nymburk HC Olomouc HC Slezan Opava HC Orli Orlová 1930 HC RT Torax Poruba HC Vítkovice Ridera HC Dynamo Pardubice HC Lední Medvědi Pelhřimov IHC Písek HC Škoda Plzeň HC Kobra Praha HC Letci Letňany HC Slavia Praha HC Sparta Praha LHK Jestřábi Prostějov HC Zubr Přerov HC Řisuty HC Baník Sokolov Draci Šumperk HC Tábor HC BAK Trutnov SK Horácká Slavia Třebíč HC Oceláři Třinec HC Slovan Ústí nad Labem HC Bobři Valašské Meziříčí HC Stadion Vrchlabí VHK ROBE Vsetín PSG Berani Zlín Orli Znojmo SKLH Žďár nad Sázavou Přehled profesionálních a poloprofesionálních hokejových klubů v ČR. Extraliga červeně, rakouská EBEL růžově, 1. liga zeleně, 2. liga modře. |

0